# Menjagrà fuliginós
El menjagrà fuliginós (Asemospiza fuliginosa) és un ocell de la família dels tràupids (Thraupidae).

## Hàbitat i distribució
Habita zones àrides amb matolls, boscos i pobles de les illes Galápagos.